# Zygmunt Składanowski
Zygmunt Składanowski (ur. 4 sierpnia 1939 w Warszawie, zm. 14 sierpnia 2022) – polski fizyk, szermierz i trener szermierki.

## Życiorys

### Działalność sportowa

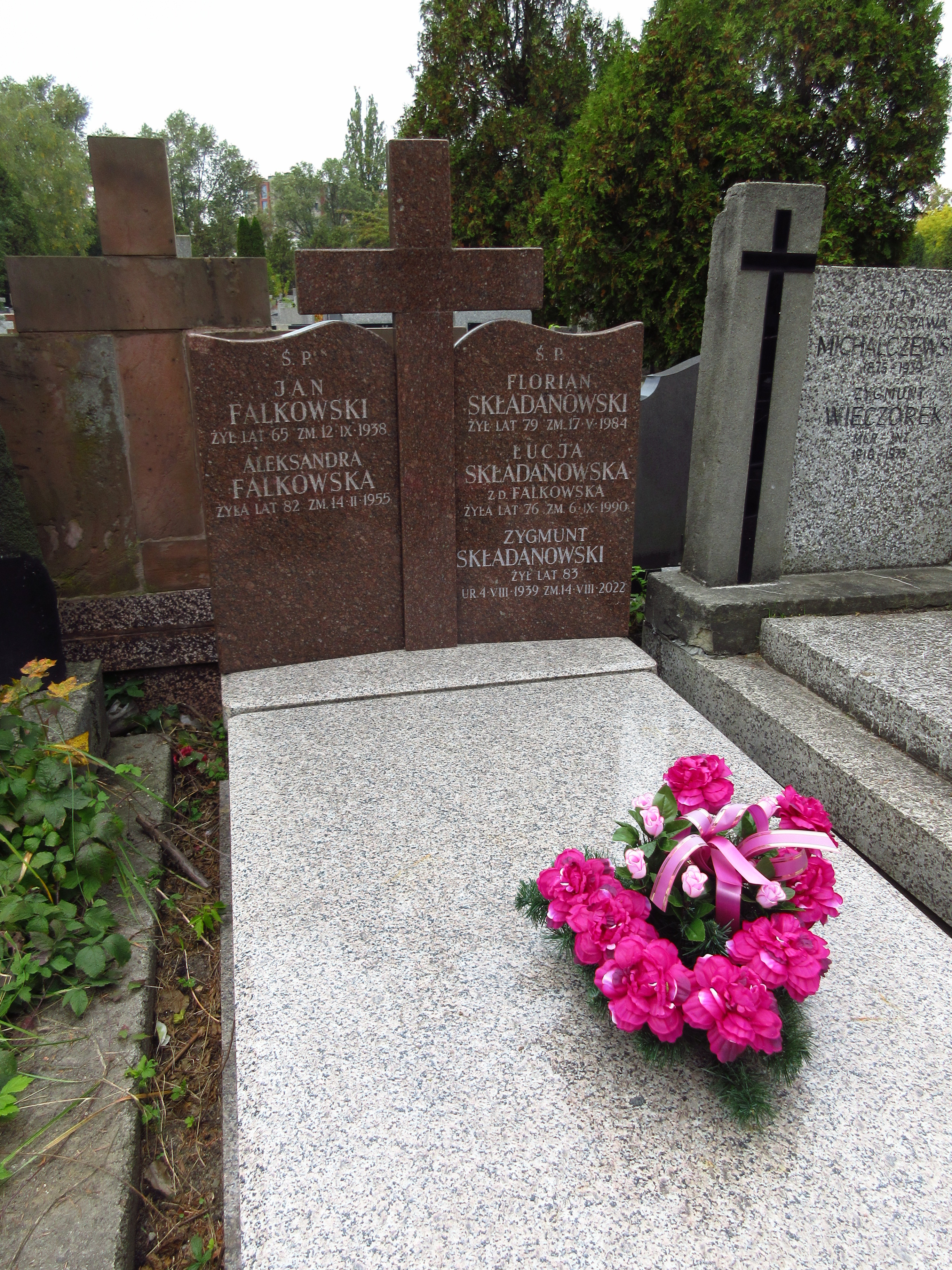
Grób Zygmunta Składanowskiego na Cmentarzu Bródnowskim.

W latach 1957–1958 był zawodnikiem Pałacu Młodzieży Warszawa, w latach 1959-1973 reprezentował barwy AZS-AWF Warszawa. Na mistrzostwach Polski seniorów zdobył medali (srebrne medale we florecie drużynowo w 1963, 1964, 1968, 1970, srebrne medale w szpadzie drużynowo (1963, 1965, 1967), brązowy medal we florecie drużynowo (1962), brązowy medal w szpadzie drużynowo (1966). Od 1964 do 2009 był także trenerem w swoim klubie. W 1981 zdobył z nim klubowy Puchar Europy. W latach 1978–1980 prowadził żeńską reprezentację Polski we florecie. Doprowadził polską drużynę do srebrnego medalu mistrzostw świata w turnieju drużynowym w 1978, a Barbarę Wysoczańską do brązowego medalu igrzysk olimpijskich w Moskwie (1980), a także trzech tytułów indywidualne mistrzyni Polski (1977, 1979, 1980). Innymi jego zawodniczkami były jego żona, Kamilla Składanowska (indywidualna mistrzyni Polski w 1970), a także Delfina Skąpska, Agnieszka Dubrawska (indywidualna mistrzyni Polski w 1981, 1982, 1987) i Ludmiła Bortnowska (indywidualna mistrzyni Polski w 1974). Jego zawodniczki dziewięciokrotnie zdobywały też drużynowe mistrzostwo Polski (1969, 1975, 1978, 1979, 1980, 1981, 1982, 1983, 1984).
W latach 1998–2009 był członkiem zarządu AZS-AWF Warszawa, w 2009 został członkiem komisji rewizyjnej tego klubu. Był także rzecznikiem dyscyplinarnym Polskiego Związku Szermierczego.
W 2012 otrzymał godność członka honorowego Akademickiego Związku Sportowego.

### Działalność zawodowa
W 1965 ukończył studia fizyczne na Uniwersytecie Warszawskim, następnie obronił pracę doktorską z fizyki. Od 1970 pracował w Wojskowej Akademii Technicznej, od 1976 w Instytucie Fizyki Plazmy i Laserowej Mikrosyntezy. Był dyrektorem tego instytutu w latach 1993-2010. Zajmował się początkowo teorią jądra atomowego, następnie fizyką plazmy i fuzją jądrową.

### Życie prywatne
W latach 1967–2002 był mężem Kamilli Składanowskiej. Medalistką mistrzostw Polski we florecie była też ich córka, Oktawia Aurelia Składanowska.

### Miejsce spoczynku
Pochowany na cmentarzu Bródnowskim w Warszawie (kwatera 85B-5-31).